# Insetticida a elettrodiffusore
L'insetticida a elettrodiffusore è un dispositivo elettronico di piccole dimensioni utilizzato soprattutto nel periodo estivo come un'alternativa all'insetticida spray.

## Descrizione e funzionamento
L'apparecchio è dotato di uno scomparto dove viene inserita una piastrina apposita o un serbatoio di liquido (in genere in vendita insieme all'elettrodiffusore) contenente il principio attivo per uccidere zanzare e altri insetti considerati molesti.
Una volta inserita la piastrina nel dispositivo, questo può essere collegato alla presa elettrica e la superficie su cui è posata la piastrina si scalda, diffondendo nell'ambiente circostante l'insetticida.
La durata di una piastrina si aggira intorno alle 8 ore.
Prima di poter soggiornare nell'ambiente appena trattato, è necessario aerare il locale onde evitare l'inalazione di sostanze tossiche.
Il consumo dell'apparecchio è di circa 5-6 Watt.